# Kenzō
Cesarz Kenzō (jap. 顕宗天皇 Kenzō tennō) – 23. cesarz Japonii według tradycyjnego porządku dziedziczenia.
Kenzō panował w latach 485-487.
Mauzoleum cesarza Kenzō znajduje się w Kashiba w prefekturze Nara. Nazywa się ono Kataoka no Iwatsuki no oka no kita no misasagi.